# ハンス・ペーター・ブロホヴィッツ
ハンス・ペーター・ブロホヴィッツ（Hans Peter Blochwitz, 1949年9月28日 - ）は、ドイツのテノール歌手。

## 人物
ガルミッシュ＝パルテンキルヒェンの生まれ。ダルムシュタット工科大学で情報工学を専攻し、博士号を取得している。アマチュアの合唱団に所属してコンサートで歌っていたが、歌好きが高じて1975年以降マインツやフランクフルトで声楽のレッスンを受け、1984年にフランクフルト歌劇場でピョートル・チャイコフスキーの《エフゲニー・オネーギン》の公演に参加して歌手デビューを果たした。1987年にハンブルクでペーター・シュライアーの指揮でヴォルフガング・アマデウス・モーツァルトの《ドン・ジョヴァンニ》を上演した際には、シュライアーから指名されてドン・オッターヴィオ役を務めている。1993年にはフランクフルト音楽祭でフランツ・シューベルトの《冬の旅》のハンス・ツェンダーの編曲による初演の歌唱を担当した。2000年からベルン音楽大学で教鞭をとる。